# Трофическое яйцо
Трофическое яйцо — яйцо, откладываемое некоторыми видами животных и не предназначенное для развития эмбриона. Оно служит источником пищи для развивающихся личинок или эмбрионов. Также называется питательным или алиментарным яйцом. Является формой материнской заботы в животном мире.

## Распространение
Трофические яйца встречаются у различных беспозвоночных, включая:
- насекомых (например, у ос и жуков),
- паукообразных (у некоторых видов пауков),
- кольчатых червей (например, у пиявок),
- амфибий (например, у лягушек Oophaga pumilio и Leptodactylus insularum).

## Биологическое значение
Трофические яйца богаты белками, жирами и другими питательными веществами. Они служат пищей для развивающегося потомства и увеличивают его шансы на выживание. В зависимости от вида самка может откладывать такие яйца рядом с обычными или даже прямо в гнездо.

## Примеры
- У ядовитых древолазов (Oophaga pumilio) самка откладывает трофические яйца, которыми питаются головастики.
- У пиявок в коконе присутствуют как оплодотворённые, так и трофические яйца; новорождённые питаются последними.

## Эволюционные аспекты
Трофические яйца считаются проявлением оофагии — поедания яиц — и могут рассматриваться как промежуточная стадия между массовой кладкой и прямым кормлением потомства. Также это форма внутривидового каннибализма, регулируемая биологически.